# اتحاد غانا لكرة القدم
تأسس الاتحاد الغاني لكرة القدم في عام 1957 وانضم إلى الاتحاد الدولي لكرة القدم والاتحاد الأفريقي لكرة القدم في عام 1958.